# Косарев, Андрей Васильевич
Андре́й Васи́льевич Ко́сарев (1913—1943) — майор Рабоче-крестьянской Красной Армии, участник Великой Отечественной войны, Герой Советского Союза (1943).

## Биография
Андрей Косарев родился 21 октября 1913 года в селе Канино. После окончания четырёх классов школы работал в колхозе. В 1935 году Косарев был призван на службу в Рабоче-крестьянскую Красную Армию. В 1939 году он окончил военно-инженерное училище, в 1941 году — курсы усовершенствования командного состава. Участвовал в боях советско-финской войны. С января 1942 года — на фронтах Великой Отечественной войны. В боях был ранен. К осени 1943 года гвардии майор Андрей Косарев был дивизионным инженером 70-й гвардейской стрелковой дивизии 13-й армии Центрального фронта. Отличился во время битвы за Днепр.
Инженерные подразделения дивизии под руководством Косарева обеспечивали переправу остальных частей через Днепр. Косарев круглосуточно находился на передовой, руководя строительством плавсредств, причалов, паромов. Во время переправ Косарев всегда имел аварийный запас переправочных средств, что позволяло бесперебойно работать переправе. Также он распорядился закрыть дымовыми завесами переправу, что обезопасило её от немецкой авиации.
Указом Президиума Верховного Совета СССР от 16 октября 1943 года за «воинское мастерство и мужество, проявленные в боях при форсировании Днепра» гвардии майор Андрей Косарев был удостоен высокого звания Героя Советского Союза. Орден Ленина и медаль «Золотая Звезда» он получить не успел, так как погиб в бою 15 ноября 1943 года. Похоронен в селе Соловеевка. Был также награждён орденами Красного Знамени, Суворова 2-й степени, Красной Звезды, рядом медалей.
Бюст Косарева установлен в Коростышеве.